# Englische Cricket-Nationalmannschaft in Indien in der Saison 1979/80
Die Tour der englischen Cricket-Nationalmannschaft nach Indien in der Saison 1979/80 fand vom 15. bis 19. Februar 1980 statt. Die internationale Cricket-Tour war Bestandteil der Internationalen Cricket-Saison 1979/80 und umfasste einen Test. In diesem setzte ich England mit 10 Wickets durch.

## Vorgeschichte
Indien spielte zuvor eine Tour gegen Pakistan, England in Australien. Das letzte Aufeinandertreffen der beiden Mannschaften fand in der Saison 1976/77 in Indien statt. Der Test fand auf Grund des Goldenen Jubiläums, also dem 50-jährigen bestehen, des Board of Control for Cricket in India.

## Stadion
Das folgende Stadion wurden für die Tour als Austragungsort vorgesehen.
| Stadion          | Stadt  | Kapazität | Spiele  |
| ---------------- | ------ | --------- | ------- |
| Wankhede Stadium | Bombay | 33.000    | 1. Test |

## Teams
| Test | Test |
| Indien | England |
| --- | --- |
| - Gundappa Viswanath (K) - Roger Binny - Kapil Dev - Dilip Doshi - Sunil Gavaskar - Karsan Ghavri - Syed Kirmani (wk) - Sandeep Patil - Yashpal Sharma - Dilip Vengsarkar - Shivlal Yadav | - Mike Brearley (K) - Ian Botham - Geoff Boycott - John Emburey - Graham Gooch - David Gower - Wayne Larkins - John Lever - Graham Stevenson - Bob Taylor (wk) - Derek Underwood |

## Test in Bombay
| 15. – 19. Februar Scorecard | Bombay | Indien 242 (69.5) & 149 (52.1) | – | England 296 (97.1) & 98-0 (29.3) |
|                             |        | England gewinnt mit 10 Wickets |   |                                  |

Indien gewann den Münzwurf und entschied sich als Schlagmannschaft zu beginnen. Für sie bildeten Eröffnungs-Batter Sunil Gavaskar und Roger Binny eine Partnerschaft. Binny erreichte 15 Runs und wurde durch Dilip Vengsarkar ersetzt. In der Folge schied Gavaskar schied nach 49 Runs aus und kurz darauf Vengsarkar nach 11 Runs. Daraufhin bildeten Gundappa Viswanath und Sandeep Patil eine Partnerschaft. Viswanath gelangen 11 Runs und nachdem Yashpal Sharma aufs Feld kam verlor Patil sein Wicket nach 30 Runs. Sharma formte daraufhin zusammen mit Syed Kirmani eine Partnerschaft. Nachdem Sharma 21 Runs erzielte und der hineinkommende Karsan Ghavri 11 Runs erreichte, beendete Kirmani das Inning sungeschlagen nach 40* Runs. Bester englischer Bowler war Ian Botham mit 6 Wickets für 58 Runs. England verlor bis zum Ende des Tages kein Wicket und beendete diesen Beim Stand von 3/0. Nach einem Ruhetag formte Eröffnungs-Batter Geoff Boycott zusammen mit dem vierten Schlagmann David Gower eine Partnerschaft. Boycott erzielte 22 und Gower 16 Runs. Daraufhin etablierte sich Ian Botham zusammen mit Bob Taylor zu einer neuen Partnerschaft. Botham gelang ein Century über 114 Runs aus 144 Bällen, bevor der Tag beim Stand von 232/6 endete. Am dritten Spieltag fand Taylor mit John Lever einen weiteren Partner. Taylor schied nach 43 Runs aus und nachdem Graham Stevenson aufs Feld kam verlor auch Lever sein Wicket nach 21 Runs. Stevenson beendete das Innings ungeschlagen nach 27* Runs und erhöhte so den Vorsprung nach dem ersten Innings auf 57 Runs. Beste indische Bowler waren Karsan Gharvi mit 5 Wickets für 52 Runs und Kapil Dev mit 3 Wickets für 64 Runs. Für Indien bildete Eröffnungs-Batter Sunil Gavaskar zusammen mit dem dritten Schlagmann Dalip Vengsarkar eine Partnerschaft. Vengsarkar erreichte 10 Runs und nachdem Yashpal Sharma aufs Feld kam, schied Gavaskar nach 24 Runs aus. Daraufhin kam Kapil Dev ins Spiel und Sharma schied nach 27 Runs aus. Zusammen mit Shivlal Yadav beendete Dev den Tag beim Stand von 148/8. Am vierten Spieltag schied Yadav sein Wicket nach 15 Runs, woraufhin kurz darauf das Innings mit einer Vorgabe für England von 96 Runs endete. Dev hatte bis dahin 45* Runs erzielt. Die englischen Wickets erzielten Ian Botham mit 7 Wickets für 48 Runs und Lohn Lever mit 3 Wickets für 65 Runs. In ihrem zweiten Innings verlor England kein Wicket und die Eröffnungs-Batter Graham Gooch (49 Runs) und Geoff Boycott (43 Runs) konnten die Vorgabe im 30. Over einholen.

## Statistiken
Die folgenden Cricketstatistiken wurden bei dieser Tour erzielt.
| Tests            | Tests      | Tests   | Tests   | Tests   | Tests   | Tests   | Tests   | Tests   |
| Batting          | Batting    | Batting | Batting | Batting | Batting | Batting | Batting | Batting |
| Spieler          | Mannschaft | Spiele  | Innings | Runs    | Average | HS      | 100s    | 50s     |
| ---------------- | ---------- | ------- | ------- | ------- | ------- | ------- | ------- | ------- |
| Ian Botham       | England    | 1       | 1       | 114     | 114     | 114     | 1       | 0       |
| Sunil Gavaskar   | Indien     | 1       | 2       | 73      | 36,5    | 49      | 0       | 0       |
| Geoff Boycott    | England    | 1       | 2       | 65      | 65      | 43*     | 0       | 0       |
| Graham Gooch     | England    | 1       | 2       | 57      | 57      | 49*     | 0       | 0       |
| Yashpal Sharma   | Indien     | 1       | 2       | 48      | 24      | 27      | 0       | 0       |
| Bowling          |            |         |         |         |         |         |         |         |
| Spieler          | Mannschaft | Spiele  | Overs   | Wickets | Average | BBI     | 5W      | 10W     |
| Ian Botham       | England    | 1       | 48.5    | 13      | 8,15    | 7/48    | 2       | 1       |
| Karsan Ghavri    | Indien     | 1       | 25.1    | 5       | 12,80   | 5/52    | 1       | 0       |
| John Lever       | England    | 1       | 43.1    | 4       | 36,75   | 3/65    | 0       | 0       |
| Kapil Dev        | Indien     | 1       | 37.0    | 3       | 28,33   | 3/64    | 0       | 0       |
| Graham Stevenson | England    | 1       | 19.0    | 2       | 36,00   | 2/59    | 0       | 0       |